# História do consumo de bebidas alcoólicas

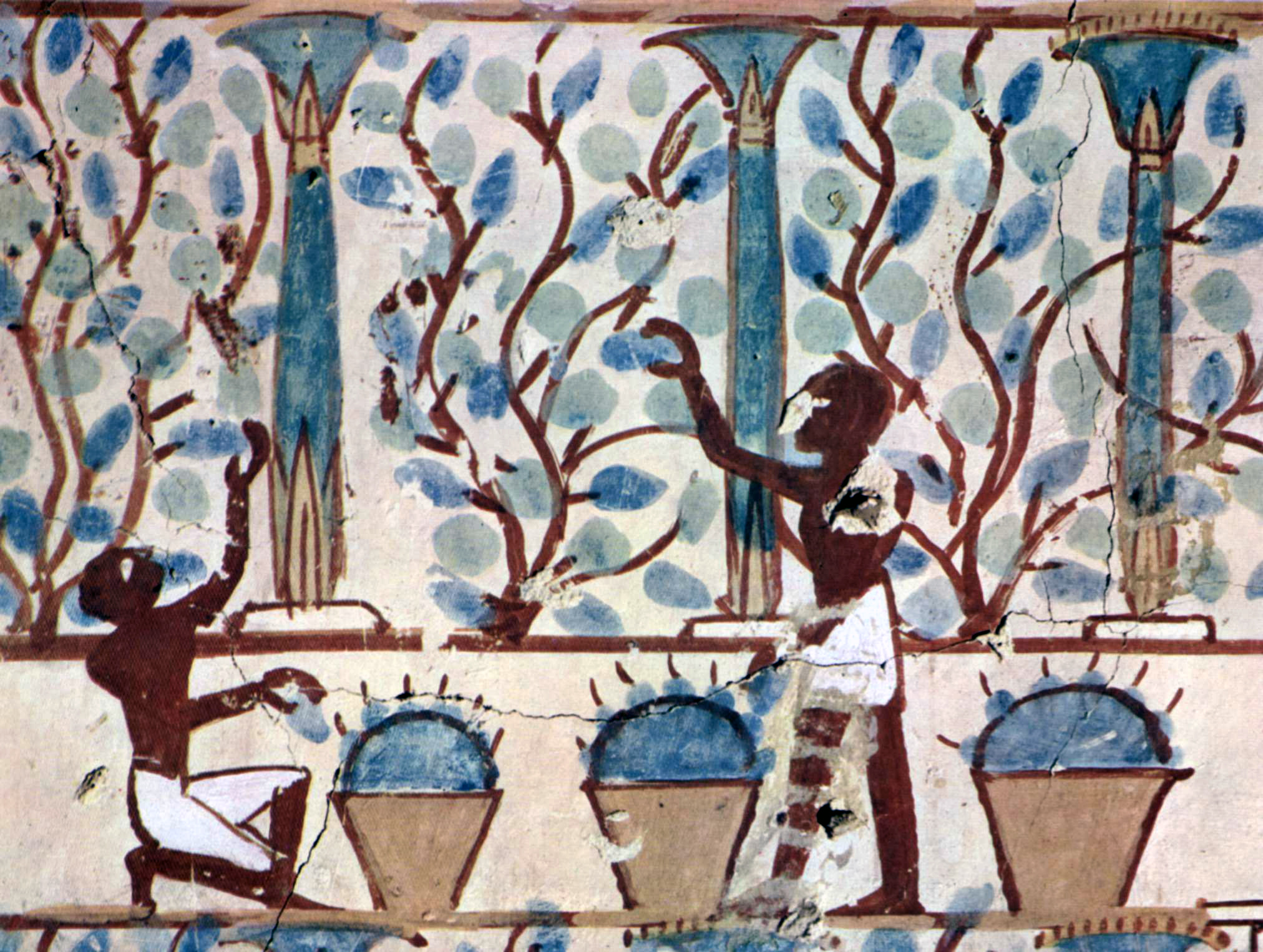
Egípcios na colheita de uvas para a produção de vinho. Painel na Tumba de Nebamun, da XVIII dinastia egípcia, na Necrópole de Tebas.

A história do consumo de álcool remete ao desenvolvimento de técnicas de produção e do consumo de bebidas alcoólicas em todo o mundo.

## Na Antiguidade
No Egito e na Babilônia, foram encontrados relatos da utilização de bebidas alcoólicas (cerveja e vinho) datados de 6 000 anos atrás. Desde pelo menos o ano 200, diversos povos ameríndios já consumiam o pulque. Desde a Antiguidade, diversas modalidades de vinho de arroz já eram consumidas pelos povos asiáticos.

## Na Idade Média
Na Idade Média, os árabes popularizaram a destilação, inicialmente com fins medicinais. A destilação, no continente europeu, daria origem: ao uísque na Escócia e Irlanda; à aquavita na Escandinávia; à genebra nos Países Baixos e Bélgica; ao gim na Grã-Bretanha; à bagaceira em Portugal; e ao conhaque. No século XIII, surgiram os licores, inicialmente preparados por monges italianos.

## Na Idade Moderna
Com a conquista da América por diversas nações europeias, foi introduzida a destilação nesse continente, resultando na criação de bebidas como o rum, a tequila, a cachaça, o mescal e o burbom.

## Na Idade Contemporânea
Na Belle Époque e no período entreguerras, os bares da cidade de Paris tornaram-se famosos por servirem absinto e por serem pontos de encontro de intelectuais.
Em 1882, foi criada a primeira versão do martini, coquetel que ficaria famoso como o drinque favorito do personagem James Bond.
Por volta de 1893, o cientista russo Dmitri Mendeleiev criou a fórmula da vodca: quarenta por cento de álcool e sessenta por cento de água.
Em 1931, foi criado o Harry's Bar, em Veneza, que se notabilizaria como o local onde viria a ser criado o coquetel Bellini em 1948.

## Importância cultural
Historicamente, existe uma grande diversidade de atitudes culturais diante das bebidas alcoólicas. Se, para alguns, as bebidas alcoólicas fazem parte do dia a dia e das principais comemorações - além de constituírem importante fonte de renda e de impostos, para outros, notadamente as civilizações que seguem a religião islâmica, além de alguns ramos do budismo e do protestantismo, as bebidas alcoólicas são estritamente proibidas.

## No Brasil
Desde tempos imemoriais, os povos indígenas do Brasil produzem uma grande variedade de bebidas alcoólicas fermentadas a partir de frutos, tubérculos, raízes, folhas e sementes. São mais de 80 tipos de bebidas alcoólicas, com destaque para a bebida fermentada obtida a partir da raiz de mandioca (cauim).
A partir do século XVI, os colonizadores portugueses introduziram o consumo de vinho no país. Na mesma época, começaram a ser fabricadas a cachaça e a tiquira. O vinho e a bagaceira eram importados de Portugal, ao passo que a cachaça era produzida no Brasil. Isso levou, em 1660, à Revolta da Cachaça na capitania do Rio de Janeiro, contra o aumento dos impostos relacionados à fabricação de cachaça.
No contexto da Nova Holanda, no século XVII, a cerveja foi introduzida no país. De início importada, somente a partir da década de 1850 ela começou a ser produzida no país.
No final do século XIX, os imigrantes italianos iniciaram a vitivinicultura na Serra Gaúcha. Nos anos 1960, iniciou-se a vitivinicultura no Vale do São Francisco.
Atualmente, de acordo com o Levantamento Nacional de Álcool e Drogas (Lenad), 20% dos adultos bebedores consomem 56% de todo o álcool vendido no país. A maioria dos bebedores tem menos de 30 anos de idade. Uma pesquisa realizada em 2011 pela Associação Nacional dos Dirigentes das Instituições Federais de Ensino Superior (ANDIFES) mostrou que os alunos da Universidade Federal de Ouro Preto são os que mais admitem o consumo de bebidas alcoólicas no país.